# Griechischer Oregano
Griechischer Oregano (Origanum vulgare subsp. hirtum, griechisch Ελληνική ρίγανη) ist eine Unterart der Pflanzenart Oregano (Origanum vulgare) in der Familie der Lippenblütler (Lamiaceae). Diese Oregano-Unterart wird von Seidemann auch Falscher Staudenmajoran, Griechischer Dost, Italienischer Dost und Pizza-Oregano genannt. Sie ist eine Gewürzpflanze und eng mit Origanum vulgare subsp. virens, dem Wilden Majoran und Origanum vulgare subsp. viride, dem Falschen Staudenmajoran, verwandt.

## Beschreibung
Im Gegensatz zu anderen Oregano-Arten blüht der echte Griechische Oregano ebenso wie Kretischer Oregano (Oregano samothrake) weiß, nicht etwa wie der Sommer-Majoran rosa. Schon an den Blättern, die stark behaart sind, erkennt man, dass diese Art aus einem trockenen und heißen Klima stammt. Die Behaarung dient zum Schutz vor Austrocknung und schattiert die Blattoberfläche, dadurch erscheint sie auch farblich leicht silbrig-grau. Als Bienenweide ist er sehr beliebt.
Die Chromosomenzahl beträgt 2n = 30.

## Verbreitung
Das Verbreitungsgebiet erstreckt sich von Südosteuropa über Nordmazedonien, Griechenland, Zypern bis zur Türkei.

## Systematik
Die Erstbeschreibung erfolgte 1822 unter dem Namen durch Heinrich Friedrich Link in Enumeratio Plantarum Horti Regii Berolinensis Altera, 2, S. 114. Weitere Synonyme für Origanum vulgare subsp. hirtum (Link ) A.Terracc. sind: Origanum heracleoticum Benth. non L. nec W.D.J.Koch nec Rchb., Origanum smyrneaeum Sm. non L.

## Anbau
Der Griechische Oregano ist mit am winterhärtesten und kann sowohl über Samen als auch durch Teilung der Stauden vermehrt werden. 1 g Samen entsprechen etwa 15.000 Korn (Tausendkornmasse = 0,067 Gramm) und reichen für zirka 7.000 Pflanzen. Die Mindestkeimfähigkeit sollte unter Standardbedingungen bei 60 % liegen, das handelsübliche frische Saatgut hat selten 75 %, meist jedoch über 80–85 % Keimfähigkeit. Aussaat im Freiland von Anfang April bis Mai. Oregano ist ein Dunkelkeimer und keimt bei 23 °C in 14 Tagen. Die Kulturdauer von Aussaat bis erster Ernte beträgt im Sommer etwa 7 Wochen. Anbau unter mediterranem Klima bringt Ernten mit mehr Aroma als unter kontinentalem Klima.

## Oregano in der Küche
Der Griechische Oregano hat den intensivsten und besten Duft und Geschmack, der auch durch das Kochen nicht verloren geht. Griechischer Oregano hat die beste Qualität hinsichtlich der ätherischen Öle, die für den Geschmack entscheidend sind. Auf einer Skala von 1 bis 10 für Intensität und Geschmack erreicht Griechischer Oregano 10, Majoran (Origanum majorana) einen Wert von 3. Er übertrifft damit den Syrischen Oregano (Origanum maru).

## Oregano in der Heilkunde
In Griechenland wird Aufguss mit Oregano gegen Erkältung, zur Magenberuhigung und zur generellen Unterstützung der Gesundheit verwendet.